# Schollach
Schollach is een gemeente in de Oostenrijkse deelstaat Neder-Oostenrijk, gelegen in het district Melk (ME). De gemeente heeft ongeveer 900 inwoners. De gemeente bestaat uit de zeven dorpen Anzendorf, Groß-Schollach, Klein-Schollach, Merkendorf, Roggendorf, Schallaburg en Steinparz.

## Geografie
Schollach heeft een oppervlakte van 19,67 km². Het ligt in het centrum van het land, ten westen van de hoofdstad Wenen.

## Bezienswaardigheden

### Renaissanceslot Schallaburg
Die Schallaburg. Dit is een kasteel uit de middeleeuwen dat in de zestiende eeuw in Renaissance-stijl verbouwd is. Het is sinds 1967 eigendom van de Oostenrijkse deelstaat Neder-Oostenrijk en werd door deze gerenoveerd en geopend in 1974 als regionaal museum.

#### Tentoonstellingen
Ieder jaar is er een bijzondere tentoonstelling. De tentoonstelling van 2011 ging over Venetië en haar geschiedenis als zeemacht. De tentoonstelling van 2012 had als onderwerp de geschiedenis van Byzantium. Van 29 maart tot 9 november 2014 was er een uitgebreide tentoonstelling over de Eerste Wereldoorlog ("Jubel und Elend, Leben mit dem großen Krieg 1914-1918"). In 2015 was er een tentoonstelling over de Vikingen.
|  |  |

Artstetten-Pöbring · Bergland · Bischofstetten · Blindenmarkt · Dorfstetten · Dunkelsteinerwald · Emmersdorf an der Donau · Erlauf · Golling an der Erlauf · Hofamt Priel · Hürm · Kilb · Kirnberg an der Mank · Klein-Pöchlarn · Krummnußbaum · Leiben · Loosdorf · Mank · Marbach an der Donau · Maria Taferl · Melk · Münichreith-Laimbach · Neumarkt an der Ybbs · Nöchling · Persenbeug-Gottsdorf · Petzenkirchen · Pöchlarn · Pöggstall · Raxendorf · Ruprechtshofen · Schollach · Sankt Leonhard am Forst · Sankt Martin-Karlsbach · Sankt Oswald · Schönbühel-Aggsbach · Texingtal · Weiten · Ybbs an der Donau · Yspertal · Zelking-Matzleinsdorf
- Gemeinsame Normdatei: 4802124-6
- Nationale Bibliotheek van Tsjechië: ge964651
- Virtual International Authority File: 239667763